# Манастир Павловац
Манастир Светог Николаја - Павловац налази се у космајском селу Кораћици. Добио је име по селу Павловци у чијем атару се налазио до 1690. године када су и село и Манастир уништени од стране Турске војске. Налази се на јужној падини Космаја у данашњем селу Кораћице. Припада шумадијској епархији. Представља непокретно културно добро као споменик културе од великог значаја.

## Историја
Подигнут је по наредби деспота Стефана Лазаревића, а манастир су изградили ученици Рада Боровића (Рада неимара) који је био деспотов дворски архитекта. У манастиру је српски деспот Стефан Високи 21. новембра 1425. године издао "разрешницу" неколицини дубровачких трговаца, који су били његови цариници. Манастир је у рушевинама био око 280 година. Обновљен је у другој половини 16. века. За време Турака у другој половини 16. века у турским пописима убележен је манастир Павловац под Космајем, са четири монаха.
У Павловцу је патријарх Арсеније Црнојевић служио једну од последњих литургија пред прелазак са народом у Угарску 1690. године. Међутим, братство манастира није могло напустити овај Божји дом па су их Турци све убили а манастир спалили и разорили. Њихове мошти налазе се у темељу цркве посебно обележени.
У 19. веку код космајског села Кораћице налазила се стара црквина Павловац. Били су то остаци порушеног српског православног манастира Павловца. О обнови се размишљало 1935.
Манастир је обновљен 1967. године. Грађен је од ломљеног камена и живог креча. Систематска археолошка истраживања извршена су 1973-1974. године. Манастирски комплекс састоји се од цркве, манастирског конака на јужној страни и вероватно летњиковца деспота Стефана Лазаревића, на северној страни од цркве.
Манастир је посвећен Светом Николи, и то је храмовна слава.
Сава Петровић је био монах манастира од 2007. до 2010.
Зановљен је манастир 1990. године, а сада је у њему једини монах, настојатељ Гаврило. Град Београд је 1990. године даровао азбестни монтажни објекат, који је функционисао као привремени конак.

## Галерија
- Табла поред пута, на улазу у манастир
- Прилаз манастиру
- Прилаз манастиру са бочне стране
- Улаз у цркву
- Рушевине старог манастира
- Рушевине старог манастира
- Рушевине старог манастира
- Рушевине старог манастира
- Манастирска црква
- Манастир Павловац и рушевине старог манастира